# جون تسيوريس
جون تسيوريس (باليونانية: Ιωάννης Τσιώρης)‏ هو رائد أعمال يوناني والمؤسس والرئيس التنفيذي لإنستاشوب، وهي منصة تجارة إلكترونية للبقالة مقرها في دبي.

## التعليم
حصل تسيوريس على تعليمه من الجامعة التقنية في كريت في اليونان، حيث درس هندسة الإنتاج والإدارة في عام 2008.
في عام 2011، حصل علي ماجستير العلوم في إدارة الأعمال من كلية روتردام لإدارة الأعمال، جامعة إيراسموس.

## المسيرة المهنية
بعد انتهاء دراسته، بدأ مسيرته المهنية، حيث قاد الاستخبارات التنافسية العالمية لشركة فيليبس لمدة عامين حتى عام 2013، ثم أسس قسم الاستخبارات التسويقية لمنطقة الشرق الأوسط وتركيا في قسم الإضاءة.
في عام 2013، انتقل تسيوريس إلى دبي، حيث أسس مع يوانا أنجيليداكي في نوفمبر تطبيق "فاوند"، وهي شبكة اجتماعية صوتية تتيح للمستخدمين إنشاء ومشاركة أصواتهم مع صورة. شغل منصب الرئيس التنفيذي في هذا المشروع. تم إغلاق المشروع بعد 17 شهراً.
أسس إنستاشوب في يونيو 2015، حيث خدمت جزءًا فقط من ميناء دبي. باستخدام نفس الفريق الذي كان وراء "فاوند"، بدأ تسيوريس وأنجيليداكي في تطوير إنستاشوب. جمعت الشركة أموالاً من "فينتشرفريندس" في أثينا ومجموعة "جابر الإنترنت" في دبي.
وفي العام 2016، جمعت شركته مبلغاً غير معلن عنه من "سوق.كوم"، الشركة الرائدة في التجارة الإلكترونية في المنطقة.
وحتى عام 2018، نمت إنستاشوب من الإمارات العربية المتحدة ووصلت إلى قطر ومصر ولبنان والبحرين، وتم ترشيحها كواحدة من أكثر الشركات الناشئة الواعدة من قبل مجلة فوربس الشرق الأوسط.
وحتى الربع الثاني من عام 2020، حققت شركته قيمة بضائع إجمالية بلغت 300 مليون دولار، مع وجود 500,000 مستخدم نشط في خمس دول في منطقة الشرق الأوسط.
تم الاستحواذ على شركته من قبل شركة "ديليفري هيرو" الألمانية لطلب وتوصيل الطعام في عام 2020 مقابل 360 مليون دولار. وما زالت إنستاشوب تعمل كمنصة مستقلة بقيادة تسيوريس وأنجيليداكي. ويقال إن هذه الصفقة حققت قيمة قياسية لشركة ناشئة يونانية وهي واحدة من أكبر الاندماجات الأخيرة في منطقة الشرق الأوسط وشمال أفريقيا عموماً.
وفي يونيو 2021، التقى تسيوريس مع رئيس الوزراء كيرياكوس ميتسوتاكيس لمناقشة مستقبل ونظام الابتكار في اليونان.